# پرچم کوالالامپور
پرچم کوالالامپور در ۱۴ مه ۱۹۹۰ پذیرفته شد.